# Mistrzostwa Świata FIBT 1947
Mistrzostwa Świata FIBT 1947 odbywały się w Sankt Moritz w Szwajcarii.

## Dwójki
| Pozycja | Drużyna                           | Czas |
| ------- | --------------------------------- | ---- |
|         | (Fritz Feierabend, Stephan Waser) |      |
|         | (Felix Endrich, Fritz Waller)     |      |
|         | (Max Houben, Jacques Mouvet)      |      |

## Czwórki
| Pozycja | Drużyna                                                        | Czas |
| ------- | -------------------------------------------------------------- | ---- |
|         | (Fritz Feierabend, Fritz Waller, Felix Endrich, Stephan Waser) |      |
|         | (Max Houben, Claude Houben, Albert Lerat, Jacques Mouvet)      |      |
|         | (Achille Fould, Henri Evrot, Robert Dumont, William Hirigoyen) |      |

## Tabela medalowa
| Miejsce | Państwo    |   |   |   | Razem |
| ------- | ---------- | - | - | - | ----- |
| 1.      | Szwajcaria | 2 | 1 | 0 | 3     |
| 2.      | Belgia     | 0 | 1 | 1 | 2     |
| 3.      | Francja    | 0 | 0 | 1 | 1     |